# Zajčji Vrh pri Stopičah
Zajčji Vrh pri Stopičah je naselje u slovenskoj Općini Novom Mestu. Zajčji Vrh pri Stopičah se nalazi u pokrajini Dolenjskoj i statističkoj regiji Jugoistočnoj Sloveniji. 

## Stanovništvo
Prema popisu stanovništva iz 2002. godine naselje je imalo 93 stanovnika.